# Setaria australiensis
Setaria australiensis är en gräsart som först beskrevs av Frank Lamson Scribner och Elmer Drew Merrill, och fick sitt nu gällande namn av Joyce Winifred Vickery. Setaria australiensis ingår i släktet kolvhirser, och familjen gräs. Inga underarter finns listade i Catalogue of Life.